# Radomir Vukčević
Radomir Vukčević (* 15. September 1941 in Knin; † 28. November 2014) war ein jugoslawischer Fußballtorwart.

## Sportlicher Werdegang
Vukčević begann mit dem Fußballspielen in seinem Geburtsort beim Knin HNK Dinara Knin, bei dem er ab 1957 im Tor der Wettkampfmannschaft stand. 1963 wechselte er zu Hajduk Split in die Prva Liga. 1967 gewann er mit der Mannschaft durch einen 2:1-Endspielsieg über den FK Sarajevo den Landespokal. Im selben Jahr wurde er Nationalspieler in der jugoslawischen Nationalmannschaft. Nach seinem Debüt im November 1967 bei einem 2:1-Auswärtssieg gegen die niederländische Nationalelf um die späteren Vize-Weltmeister Rinus Israël, Wim Jansen, Johan Cruyff, Wim Suurbier und Piet Keizer gehörte er neben dem bis dahin noch ohne Länderspielerfahrung gebliebenen Ratomir Dujković als Ersatzmann von Ilija Pantelić zum Aufgebot bei der Europameisterschaftsendrunde 1968 und wurde dabei ohne Einsatzminute Vize-Europameister. Zwei Jahre zuvor hatte er bereits beim in Jugoslawien ausgetragenen UEFA-Juniorenturnier nach einem 2:0-Erfolg über den spanischen Nachwuchs im Spiel um den dritten Platz seine erste Medaille auf internationalem Parkett gewonnen.
Nachdem Vukčević mit seinem Klub 1969 erneut ins Pokalendspiel eingezogen war, das im Wiederholungsspiel gegen Dinamo Zagreb verloren wurde, gewann er am Ende der Spielzeit 1970/71 mit der Meisterschaft einen weiteren nationalen Titel. Damit einhergehend, erlebte er eine Renaissance im Nationalteam und wurde im April 1971, knapp drei Jahre nach seinem letzten Länderspiel, in der Vorbereitung zum nächsten EM-Turnier wieder eingesetzt. In der Folge kam er auch in der Qualifikation zur Europameisterschaftsendrunde 1972 zum Einsatz, bei der die jugoslawische Mannschaft ihre Qualifikationsgruppe vor den Niederlanden gewann. Im Viertelfinale gegen die Sowjetunion hatte ihn jedoch Enver Marić verdrängt, der in den folgenden vier Jahren die Nummer 1 bleiben sollte. Damit blieb Vukčević bei neun Länderspielen, darunter ein 2:2 gegen Brasilien vor über 100.000 Zuschauern im Maracanã im Juli 1971.
1972 gewann Vukčević mit Hajduk ein weiteres Mal den Pokal, dieses Mal setzte er sich mit der Mannschaft gegen Dinamo Zagreb mit einem 2:1-Endspielsieg durch. Als sich der Klub im folgenden Jahr zur Titelverteidigung ins Finale aufmachte, gehörte er nicht mehr zum Kader. Im Alter von 31 Jahren war er in den Westen gewechselt, wo er bis 1975 noch zwei Jahre bei der AC Ajaccio in der Division 1 spielte – angeblich hatte er wenige Jahre zuvor ein Angebot von Ajax Amsterdam ausgeschlagen.
Später kehrte Vukčević nach Split zurück, wo er beim RNK Split als Torwarttrainer im Trainerstab tätig war und eine Fußballschule betrieb.